# Джордж дю Ренд
Джордж дю Ренд (англ. George Du Rand, 16 жовтня 1982) — південноафриканський плавець.
Учасник Олімпійських Ігор 2008 року.
Призер Ігор Співдружності 2006 року.